# Thomas Wilson Brown
Thomas Wilson Brown (Lusk (Wyoming), 27 december 1972) is een Amerikaanse acteur en filmproducent.

## Biografie
Brown is geboren op de achterzitting van een auto in een nacht vol met sneeuw in oost Wyoming. Hij besteedde zijn eerst zeven jaar bij zijn familie op een ranch van veertien duizend acre groot waar hij de jongste was van al zijn familieleden. Zijn moeder leerde hem zichzelf uit te dagen zodat hij alles kon overwinnen in waarin hij geloofde. Hij leerde ook waardering te hebben voor kunst en cultuur, hij spendeerde uren met lezen en bekijken van boeken over schilderijen en foto’s, en stelde zich voor dat hijzelf in de foto’s was met exotische landen. Op zevenjarige leeftijd verhuisde hij met zijn familie naar New Mexico om een andere ranch te betrekken. Zijn vader bleef hem leren om cowboy te worden terwijl zijn moeder hem bleef aanmoedigen om artiest te worden. Hij kreeg danslessen van zijn tante waar hij ervan genoot dat hij de enige jongen in de lessen was. Toen hij lessen volgde voor acteren had hij het voordeel dat hij de danslessen gevolgd had. Toen zijn vader aan kanker overleed, vier dagen na zijn negende verjaardag, werd hij gesloten en boos over dit feit, deze dood was een moeilijke tijd voor hem en zijn familie. Hij wilde zijn vaders droom niet verstoren en wilde zich verder ontwikkelen als cowboy, daarom was hij blij met het idee dat zijn familie naar Montana wilde verhuizen naar een grotere ranch. Voordat zij gingen verhuizen kwam een filmcrew in 1985 naar de ranch om de tv-film Silverado te filmen, zijn moeder haalde hem over om een rol te spelen in deze film en zo kreeg hij zijn doorbraak in acteren. Hierop besloten ze naar Californië te verhuizen voor zijn carrière. Later stierf zijn moeder ook aan kanker.
Na de film Silverado speelde Brown in nog meerdere films en televisieseries zoals Our House (1987), Honey, I Shrunk the Kids (1989), Knots Landing (1990-1991), Boy Meets World (1993-1994), Pearl Harbor (2001) en Day Break (2006).
Brown leeft nu samen met zijn vrouw en kinderen in New Mexico, Montana en Californië, zij voeden hun kinderen net zo op als de opvoeding die zij hebben genoten. Zijn hobby’s zijn drummen, bergbeklimmen en skiën. 

## Prijs
- 1991 - Academy of Science Fiction, Fantasy & Horror Films, USA[1] in de categorie Beste Optreden door een Jonge Acteur in de tv-film Honey, I Shrunk the Kids – genomineerd.

## Filmografie[2]

### Films
Uitgezonderd korte films.
- 2020 The Last Champion - als Ty Freed
- 2020 Last Three Days - als Dave
- 2012 The Mooring – als Richard
- 2007 Urban Justice – als Marcos
- 2002 Flophouse – als Ray
- 2001 P.O.V. – als Walther
- 2001 Pearl Harbor – als jonge vlieger
- 1997 Skeletons – als Chris Makon
- 1995 Wild Bill – als veedrijver
- 1992 Revenge on the Highway – als Paul Sams
- 1992 Diggstown – als Robby Gillon
- 1990 Welcome Home, Roxy Carmichael – als Gerald Howells
- 1989 Welcome Home – als Tyler
- 1989 Honey, I Shrunk the Kids – als kleine Russell Thompson
- 1988 Evil in Clear River – als Mark McKinnon
- 1987 Family Sins – als Bryan
- 1986 Louis L'Amour's Down the Long Hills – als Hardy Collins
- 1985 Silverado – als Augie

### Televisieseries
Uitgezonderd eenmalige gastrollen.
- 2016 - 2017 Sun Records - als Cole Dillard - 4 afl.
- 2006 Day Break – als onder manager supermarket – 2 afl.
- 1993 – 1994 Boy Meets World – als tv-omroeper – 3 afl.
- 1992 Reasonabe Doubts – als Chris Lorkey – 3 afl.
- 1990 – 1991 Knots Landing – als Jason Lochner – 23 afl.
- 1987 Our House - als Mark – 5 afl.

### Filmproducent
- 2020 Serpent in the Bottle - film
- 2019 Val - korte film
- 2002 Flophouse - film